# Trois-Puits
Trois-Puits ist eine französische Gemeinde mit 159 Einwohnern (Stand: 1. Januar 2022) im Département Marne in der Région Grand Est. Sie gehört zum Arrondissement Reims und zum Kanton Reims-8. Die Einwohner werden Taissotins genannt.

## Geografische Lage
Die Gemeinde liegt unmittelbar südwestlich von Reims. Umgeben wird Trois-Puits von den Nachbargemeinden Cormontreuil im Norden, Taissy im Osten, Montbré im Süden, Champfleury im Südwesten sowie Reims im Westen und Nordwesten.
Durch die Gemeinde führt die Autoroute A4.
| Jahr                       | 1962 | 1968 | 1975 | 1982 | 1990 | 1999 | 2006 | 2018 |
| Einwohner                  | 142  | 169  | 173  | 171  | 171  | 147  | 145  | 151  |
| Quellen: Cassini und INSEE |      |      |      |      |      |      |      |      |

## Sehenswürdigkeiten

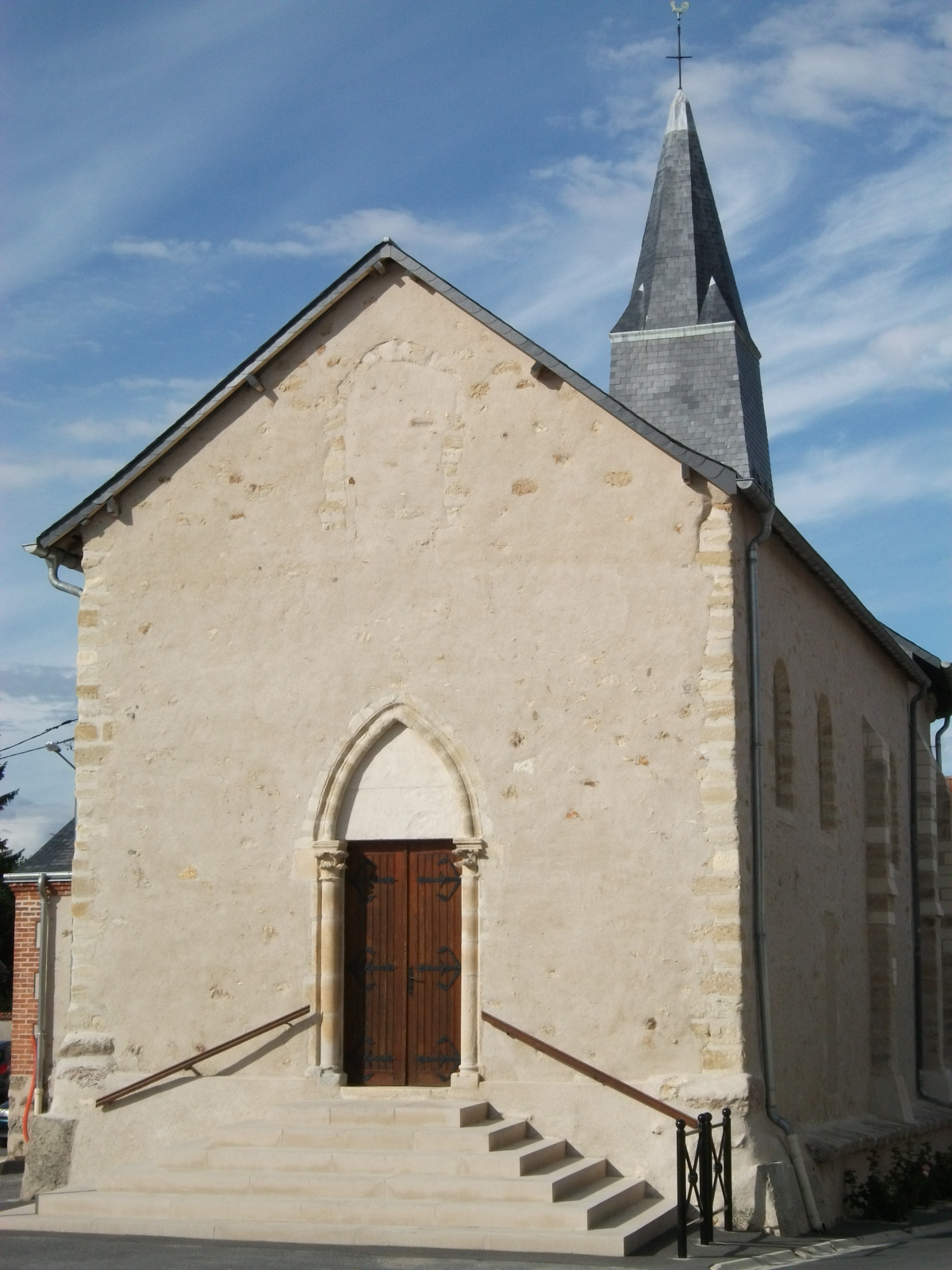
Kirche Saint-Étienne

- Kirche Saint-Étienne